# Biểu tình Chile 2019–2020
Các cuộc biểu tình dân sự đang diễn ra trên một số thành phố ở Chile, để đáp lại sự tăng giá gần đây của tàu điện ngầm Santiago và do chi phí sinh hoạt và bất công gia tăng. Các cuộc biểu tình bắt đầu ở thủ đô Santiago, như một chiến dịch phối hợp trốn giá vé của các học sinh trường cấp hai, dẫn đến việc tiếp quản tự phát các nhà ga chính của thành phố và đối đầu cởi mở với cảnh sát quốc gia (Carabineros). Vào ngày 18 tháng 10, tình hình leo thang khi các nhóm biểu tình có tổ chức nổi dậy khắp thành phố, chiếm giữ nhiều nhà ga của mạng lưới tàu điện ngầm Santiago (một phần của Red) và vô hiệu hóa chúng với phạm vi rộng thiệt hại cơ sở hạ tầng. Mạng Metro đã bị vô hiệu hóa toàn bộ.
Vào ngày 18 tháng 10, Tổng thống Chile Sebastián Piñera đã tuyên bố tình trạng khẩn cấp, cho phép triển khai lực lượng Quân đội Chile trên khắp các khu vực chính để thực thi trật tự và trấn áp phá hủy tài sản công cộng, và được viện dẫn trước tòa án Ley de Seguridad del Estado ("Luật An ninh Nhà nước") chống lại hàng chục tù nhân. Một giờ giới nghiêm đã được tuyên bố vào ngày 19 tháng 10 tại khu vực Vùng đô thị Santiago, lần đầu tiên kể từ năm 1987, vào cuối chế độ độc tài Pinochet.
Các cuộc biểu tình và bạo loạn đã mở rộng sang các thành phố khác, bao gồm Concepción, San Antonio và Valparaíso. Tình trạng khẩn cấp đã được mở rộng đến tỉnh Concepción, tất cả Vùng Valparaíso (trừ Đảo Phục Sinh và Quần đảo Juan Fernández) và các thành phố Antofagasta, Coquimbo, Iquique, La Serena, Rancagua và Valdivia.
Tính đến ngày 28 tháng 10 năm, 29 người đã chết, gần 2.500 người bị thương và 2.840 người đã bị bắt giữ. Các tổ chức nhân quyền đã nhận được một số báo cáo về các vi phạm được tiến hành chống lại người biểu tình, bao gồm tra tấn và lạm dụng tình dục.
Vào ngày 28 tháng 10, Tổng thống Piñera đã thay đổi 8 bộ nội các của ông, miễn nhiệm Bộ trưởng Nội vụ của ông Andrés Chadwick.
Vào ngày 6 tháng 1 năm 2020, kỳ thi tuyển sinh đại học với 300.000 học sinh trên khắp Chile đã bị phá vỡ bởi các cuộc biểu tình. Biểu tình liên quan chống sự bất bình đẳng, một số học sinh chặn đường vào các địa điểm thi và đốt bài thi.